# Đinh Hồng Đe
Đinh Hồng Đe (1947-2023) là một Thiếu tướng Quân đội nhân dân Việt Nam, nguyên Phó Tư lệnh Bộ đội Biên phòng Việt Nam. Ông cũng là một đại biểu Quốc hội Việt Nam khóa XI và khóa XIII, thuộc đoàn đại biểu Kon Tum.

## Thân thế và sự nghiệp
Ông tên thật là A Đe sinh ngày 20 tháng 10 năm 1947 tại Xã Blô, huyện Đắk GLei, Kon Tum. Ông thuộc dân tộc Dẻ-Triêng.
Năm 1963, A Đe làm du kích. Việc của rừng núi, con suối, cái cây A Đe rất giỏi, rất thạo từ nhỏ.
Ông trải qua nhiều chức vụ công tác tại Đồn Biên phòng 673 ở Kon Tum
Năm 1995, ông là Chỉ huy trưởng Bộ đội Biên phòng tỉnh Kon Tum.
Năm 2004, bổ nhiệm giữ chức Phó Tư lệnh Bộ đội Biên phòng. Thăng quân hàm Thiếu tướng
Năm 2009, ông nghỉ hưu.
Ông qua đời vào hồi 06h00 ngày 24 tháng 12 năm 2023 tại nhà riêng.